# Puchar Sześciu Narodów 2013
Puchar Sześciu Narodów 2013 (2013 Six Nations Championship, a także od nazwy sponsora turnieju, Royal Bank of Scotland – 2013 RBS 6 Nations) – czternasta edycja Pucharu Sześciu Narodów, corocznego turnieju w rugby union rozgrywanego pomiędzy sześcioma najlepszymi zespołami narodowymi półkuli północnej. Turniej odbył się pomiędzy 2 lutego a 16 marca 2013. Pucharu broniła reprezentacja Walii.
Wliczając turnieje w poprzedniej formie, od czasów Home Nations Championship i Pucharu Pięciu Narodów, była to 119. edycja tych zawodów. W turnieju wzięły udział reprezentacje narodowe Anglii, Francji, Irlandii, Szkocji, Walii i Włoch.
Rozkład gier opublikowano w styczniu 2011, ponownie nie planując rozgrywania meczów w piątki. Sędziowie zawodów zostali zaś wyznaczeni w grudniu 2012 roku z jedną zmianą ogłoszoną przed ostatnią kolejką.
Na obu meczach poprzedniej edycji rozegranych na Stadio Olimpico pojawiło się łącznie ponad 125 tysięcy widzów, toteż Federazione Italiana Rugby podjęła decyzję o rozgrywaniu tam meczów Pucharu Sześciu Narodów do 2015 roku.
Dwa zespoły prowadzone były przez tymczasowych trenerów: Szkocja (Scott Johnson zastąpił zwolnionego Andy Robinsona) i Walia (Rob Howley w zastępstwie przygotowującego się do tournée British and Irish Lions Warrena Gatlanda).
Przed ostatnią kolejką spotkań szansę na ostateczny triumf miały zarówno Anglia, jak i Walia – możliwe były wówczas cztery scenariusze:
- wygrana Anglii oraz Wielki Szlem – przy zwycięstwie Anglii
- wygrana Anglii – przy remisie lub zwycięstwie Walijczyków maksymalnie sześcioma punktami lub porażce Anglików siedmioma punktami przy zdobyciu minimum trzech przyłożeń więcej od Walijczyków
- wygrana Walii – przy zwycięstwie Walijczyków powyżej siedmiu punktów, lub siedmioma punktami przy zachowaniu większej liczby zdobytych przyłożeń w całym turnieju od Anglików
- tytuł dzielony – przy zwycięstwie Walijczyków siedmioma punktami i zdobyciu przez Anglików dwóch przyłożeń więcej od rywali.

W turnieju triumfowali Walijczycy, którzy w decydującym o tytule spotkaniu pokonali Anglików, pobijając przy okazji ponadstuletni rekord wysokości zwycięstwa nad tym zespołem. Była to jednocześnie pierwsza od edycji 1978 i 1979 zakończona sukcesem walijska obrona tego trofeum.
Z grona czternastu zawodników wytypowanych przez organizatorów za najlepszego został uznany reprezentant Walii Leigh Halfpenny, który drugi rok z rzędu zdobył również najwięcej punktów, natomiast największą liczbę przyłożeń zaliczył jego rodak Alex Cuthbert.
W kwietniu 2013 roku IRB opublikowała podsumowanie statystyczno-analityczne tej edycji.

## Uczestnicy
| Zespół   | Stadion            | Miasto   | Trener               | Kapitan                                 |
| -------- | ------------------ | -------- | -------------------- | --------------------------------------- |
| Anglia   | Twickenham         | Londyn   | Stuart Lancaster     | Chris Robshaw                           |
| Francja  | Stade de France    | Paryż    | Philippe Saint-André | Pascal Papé Thierry Dusautoir           |
| Irlandia | Aviva Stadium      | Dublin   | Declan Kidney        | Jamie Heaslip                           |
| Szkocja  | Murrayfield        | Edynburg | Scott Johnson        | Kelly Brown                             |
| Walia    | Millennium Stadium | Cardiff  | Rob Howley           | Sam Warburton Ryan Jones Gethin Jenkins |
| Włochy   | Stadio Olimpico    | Rzym     | Jacques Brunel       | Sergio Parisse Martin Castrogiovanni    |

## Mecze

### Tydzień 1
| 2 lutego 201313:30 | Walia                                                  | 22:30(3:23) | Irlandia                                                      | Millennium Stadium, Cardiff Widzów: 71 254 Sędzia: Romain Poite |
| 2 lutego 201313:30 | Cuthbert 5 (P), Halfpenny 12 (P 2pd K), Mitchell 5 (P) | 22:30(3:23) | Zebo 5 (P), Sexton 15 (3pd 3K), Healy 5 (P), O’Driscoll 5 (P) | Millennium Stadium, Cardiff Widzów: 71 254 Sędzia: Romain Poite |
| 2 lutego 201313:30 | Best · Murray                                          | 22:30(3:23) |                                                               | Millennium Stadium, Cardiff Widzów: 71 254 Sędzia: Romain Poite |

| 2 lutego 201316:00 | Anglia                                                                          | 38:18(19:11) | Szkocja                                       | Twickenham Stadium, Londyn Widzów: 81 347 Sędzia: Alain Rolland |
| 2 lutego 201316:00 | Farrell 18 (3pd 4K), Ashton 5 (P), Twelvetrees 5 (P), Parling 5 (P), Care 5 (P) | 38:18(19:11) | Maitland 5 (P), Laidlaw 8 (pd 2K), Hogg 5 (P) | Twickenham Stadium, Londyn Widzów: 81 347 Sędzia: Alain Rolland |

| 3 lutego 201315:00 | Włochy                                                                    | 23:18(13:15) | Francja                                         | Stadio Olimpico, Rzym Widzów: 67 529 Sędzia: Nigel Owens |
| 3 lutego 201315:00 | Parisse 5 (P), Orquera 10 (2pd dg K), Castrogiovanni 5 (P), Burton 3 (dg) | 23:18(13:15) | Picamoles 5 (P), Michalak 8 (pd 2K), Fall 5 (P) | Stadio Olimpico, Rzym Widzów: 67 529 Sędzia: Nigel Owens |
| 3 lutego 201315:00 | Giazzon                                                                   | 23:18(13:15) |                                                 | Stadio Olimpico, Rzym Widzów: 67 529 Sędzia: Nigel Owens |

### Tydzień 2
| 9 lutego 201314:30 | Szkocja                                                                  | 34:10(13:3) | Włochy                                    | Murrayfield Stadium, Edynburg Widzów: 50 247 Sędzia: Jaco Peyper |
| 9 lutego 201314:30 | Visser 5 (P), Laidlaw 14 (4pd 2K), Scott 5 (P), Hogg 5 (P), Lamont 5 (P) | 34:10(13:3) | Orquera 3 (K), Zanni 5 (P), Burton 2 (pd) | Murrayfield Stadium, Edynburg Widzów: 50 247 Sędzia: Jaco Peyper |
| 9 lutego 201314:30 | Cross                                                                    | 34:10(13:3) |                                           | Murrayfield Stadium, Edynburg Widzów: 50 247 Sędzia: Jaco Peyper |

| 9 lutego 201317:00 | Francja         | 6:16(3:3) | Walia                             | Stade de France, Saint-Denis Widzów: 77 000 Sędzia: George Clancy |
| 9 lutego 201317:00 | Michalak 6 (2K) | 6:16(3:3) | Halfpenny 11 (pd 3K), North 5 (P) | Stade de France, Saint-Denis Widzów: 77 000 Sędzia: George Clancy |

| 10 lutego 201315:00 | Irlandia      | 6:12(0:6) | Anglia          | Aviva Stadium, Dublin Widzów: 51 000 Sędzia: Jérôme Garcès |
| 10 lutego 201315:00 | O’Gara 6 (2K) | 6:12(0:6) | Farrell 12 (4K) | Aviva Stadium, Dublin Widzów: 51 000 Sędzia: Jérôme Garcès |

### Tydzień 3
| 23 lutego 201314:30 | Włochy         | 9:26(6:9) | Walia                                               | Stadio Olimpico, Rzym Widzów: 73 526 Sędzia: Romain Poite |
| 23 lutego 201314:30 | Burton 9 (3K)  | 9:26(6:9) | Halfpenny 16 (2pd 4K), Davies 5 (P), Cuthbert 5 (P) | Stadio Olimpico, Rzym Widzów: 73 526 Sędzia: Romain Poite |
| 23 lutego 201314:30 | Castrogiovanni | 9:26(6:9) |                                                     | Stadio Olimpico, Rzym Widzów: 73 526 Sędzia: Romain Poite |

| 23 lutego 201317:00 | Anglia                                       | 23:13(9:10) | Francja                                      | Twickenham Stadium, Londyn Widzów: 81 713 Sędzia: Craig Joubert |
| 23 lutego 201317:00 | Farrell 12 (4K), Tuilagi 5 (P), Flood 6 (2K) | 23:13(9:10) | Parra 5 (pd K), Fofana 5 (P), Michalak 3 (K) | Twickenham Stadium, Londyn Widzów: 81 713 Sędzia: Craig Joubert |
| 23 lutego 201317:00 | Cole                                         | 23:13(9:10) |                                              | Twickenham Stadium, Londyn Widzów: 81 713 Sędzia: Craig Joubert |

| 24 lutego 201314:00 | Szkocja         | 12:8(0:3) | Irlandia                    | Murrayfield Stadium, Edynburg Widzów: 67 006 Sędzia: Wayne Barnes |
| 24 lutego 201314:00 | Laidlaw 12 (4K) | 12:8(0:3) | Jackson 3 (K), Gilroy 5 (P) | Murrayfield Stadium, Edynburg Widzów: 67 006 Sędzia: Wayne Barnes |
| 24 lutego 201314:00 | Grant           | 12:8(0:3) |                             | Murrayfield Stadium, Edynburg Widzów: 67 006 Sędzia: Wayne Barnes |

### Tydzień 4
| 9 marca 201314:30 | Szkocja         | 18:28(12:13) | Walia                              | Murrayfield Stadium, Edynburg Widzów: 67 144 Sędzia: Craig Joubert |
| 9 marca 201314:30 | Laidlaw 18 (6K) | 18:28(12:13) | Halfpenny 23 (pd 7K) Hibbard 5 (P) | Murrayfield Stadium, Edynburg Widzów: 67 144 Sędzia: Craig Joubert |
| 9 marca 201314:30 | James           | 18:28(12:13) |                                    | Murrayfield Stadium, Edynburg Widzów: 67 144 Sędzia: Craig Joubert |

| 9 marca 201317:00 | Irlandia                        | 13:13(13:3) | Francja                                       | Aviva Stadium, Dublin Widzów: 51 000 Sędzia: Steve Walsh |
| 9 marca 201317:00 | Heaslip 5 (P) Jackson 8 (pd 2K) | 13:13(13:3) | Michalak 5 (pd K) Parra 3 (K) Picamoles 5 (P) | Aviva Stadium, Dublin Widzów: 51 000 Sędzia: Steve Walsh |

| 10 marca 201315:00 | Anglia        | 18:11(12:3) | Włochy                      | Twickenham Stadium, Londyn Widzów: 81 458 Sędzia: George Clancy |
| 10 marca 201315:00 | Flood 18 (6K) | 18:11(12:3) | Orquera 6 (2K) McLean 5 (P) | Twickenham Stadium, Londyn Widzów: 81 458 Sędzia: George Clancy |
| 10 marca 201315:00 | Gori          | 18:11(12:3) |                             | Twickenham Stadium, Londyn Widzów: 81 458 Sędzia: George Clancy |

### Tydzień 5
| 16 marca 201314:30 | Włochy                                         | 22:15(9:6) | Irlandia                   | Stadio Olimpico, Rzym Widzów: 74 174 Sędzia: Wayne Barnes |
| 16 marca 201314:30 | Orquera 14 (pd 4K) Garcia 3 (K) Venditti 5 (P) | 22:15(9:6) | Jackson 15 (5K)            | Stadio Olimpico, Rzym Widzów: 74 174 Sędzia: Wayne Barnes |
| 16 marca 201314:30 | Parisse                                        | 22:15(9:6) | O’Driscoll · Ryan · Murray | Stadio Olimpico, Rzym Widzów: 74 174 Sędzia: Wayne Barnes |

| 16 marca 201317:00 | Walia                                                 | 30:3(9:3) | Anglia        | Millennium Stadium, Cardiff Widzów: 74 104 Sędzia: Steve Walsh |
| 16 marca 201317:00 | Halfpenny 12 (4K) Cuthbert 10 (2P) Biggar 8 (pd dg K) | 30:3(9:3) | Farrell 3 (K) | Millennium Stadium, Cardiff Widzów: 74 104 Sędzia: Steve Walsh |

| 16 marca 201320:00 | Francja                                                        | 23:16(0:6) | Szkocja                                    | Stade de France, Saint-Denis Widzów: 81 158 Sędzia: Nigel Owens |
| 16 marca 201320:00 | Michalak 11 (pd 3K) Fofana 5 (P) Médard 5 (P) Machenaud 2 (pd) | 23:16(0:6) | Laidlaw 9 (3K) Visser 5 (P) Jackson 2 (pd) | Stade de France, Saint-Denis Widzów: 81 158 Sędzia: Nigel Owens |

## Statystyki
| Poz. | Nazwisko                | Drużyna  | Punkty |
| ---- | ----------------------- | -------- | ------ |
| 1    | Leigh Halfpenny         | Walia    | 74     |
| 2    | Greig Laidlaw           | Szkocja  | 61     |
| 3    | Owen Farrell            | Anglia   | 45     |
| 4    | Frédéric Michalak       | Francja  | 33     |
| 4    | Luciano Orquera         | Włochy   | 33     |
| 6    | Paddy Jackson           | Irlandia | 26     |
| 7    | Toby Flood              | Anglia   | 24     |
| 8    | Alex Cuthbert           | Walia    | 20     |
| 9    | Jonathan Sexton         | Irlandia | 15     |
| 10   | Kristopher Burton       | Włochy   | 14     |
| 11   | Wesley Fofana           | Francja  | 10     |
| 11   | Stuart Hogg             | Szkocja  | 10     |
| 11   | Louis Picamoles         | Francja  | 10     |
| 11   | Tim Visser              | Szkocja  | 10     |
| 15   | Morgan Parra            | Francja  | 8      |
| 15   | Dan Biggar              | Walia    | 8      |
| 17   | Ronan O’Gara            | Irlandia | 6      |
| 18   | Chris Ashton            | Anglia   | 5      |
| 18   | Danny Care              | Anglia   | 5      |
| 18   | Martin Castrogiovanni   | Włochy   | 5      |
| 18   | Jonathan Davies         | Walia    | 5      |
| 18   | Benjamin Fall           | Francja  | 5      |
| 18   | Craig Gilroy            | Irlandia | 5      |
| 18   | Cian Healy              | Irlandia | 5      |
| 18   | Jamie Heaslip           | Irlandia | 5      |
| 18   | Richard Hibbard         | Walia    | 5      |
| 18   | Sean Lamont             | Szkocja  | 5      |
| 18   | Sean Maitland           | Szkocja  | 5      |
| 18   | Luke McLean             | Włochy   | 5      |
| 18   | Maxime Médard           | Francja  | 5      |
| 18   | Craig Mitchell          | Walia    | 5      |
| 18   | George North            | Walia    | 5      |
| 18   | Brian O’Driscoll        | Irlandia | 5      |
| 18   | Sergio Parisse          | Włochy   | 5      |
| 18   | Geoff Parling           | Anglia   | 5      |
| 18   | Matt Scott              | Szkocja  | 5      |
| 18   | Manu Tuilagi            | Anglia   | 5      |
| 18   | Billy Twelvetrees       | Anglia   | 5      |
| 18   | Giovanbattista Venditti | Włochy   | 5      |
| 18   | Alessandro Zanni        | Włochy   | 5      |
| 18   | Simon Zebo              | Irlandia | 5      |
| 42   | Gonzalo Garcia          | Włochy   | 3      |
| 43   | Ruaridh Jackson         | Szkocja  | 2      |
| 43   | Maxime Machenaud        | Francja  | 2      |

| Poz. | Nazwisko                | Drużyna  | Przyłożenia |
| ---- | ----------------------- | -------- | ----------- |
| 1    | Alex Cuthbert           | Walia    | 4           |
| 2    | Wesley Fofana           | Francja  | 2           |
| 2    | Stuart Hogg             | Szkocja  | 2           |
| 2    | Louis Picamoles         | Francja  | 2           |
| 2    | Tim Visser              | Szkocja  | 2           |
| 6    | Chris Ashton            | Anglia   | 1           |
| 6    | Danny Care              | Anglia   | 1           |
| 6    | Martin Castrogiovanni   | Włochy   | 1           |
| 6    | Jonathan Davies         | Walia    | 1           |
| 6    | Benjamin Fall           | Francja  | 1           |
| 6    | Craig Gilroy            | Irlandia | 1           |
| 6    | Leigh Halfpenny         | Walia    | 1           |
| 6    | Jamie Heaslip           | Irlandia | 1           |
| 6    | Cian Healy              | Irlandia | 1           |
| 6    | Richard Hibbard         | Walia    | 1           |
| 6    | Sean Lamont             | Szkocja  | 1           |
| 6    | Sean Maitland           | Szkocja  | 1           |
| 6    | Luke McLean             | Włochy   | 1           |
| 6    | Maxime Médard           | Francja  | 1           |
| 6    | Craig Mitchell          | Walia    | 1           |
| 6    | George North            | Walia    | 1           |
| 6    | Brian O’Driscoll        | Irlandia | 1           |
| 6    | Sergio Parisse          | Włochy   | 1           |
| 6    | Geoff Parling           | Anglia   | 1           |
| 6    | Matt Scott              | Szkocja  | 1           |
| 6    | Manu Tuilagi            | Anglia   | 1           |
| 6    | Billy Twelvetrees       | Anglia   | 1           |
| 6    | Giovanbattista Venditti | Włochy   | 1           |
| 6    | Alessandro Zanni        | Włochy   | 1           |
| 6    | Simon Zebo              | Irlandia | 1           |